# Jorge Luis Preciado Rodríguez
Jorge Luis Preciado Rodríguez (Coquimatlán, Colima; 9 de agosto de 1972) es un político mexicano que ha sido diputado local, federal y senador por su estado natal Colima.

## Biografía
Es licenciado en Derecho por la Universidad de Colima, tiene estudios de Técnico Analista en Programación, un Diplomado en Marketing Electoral y otro en Campañas electorales por la Universidad La Salle.

### Trayectoria política
Fue militante del Partido Revolucionario Institucional en el que se desempeñó como Dirigente del Frente Juvenil Revolucionario en su estado natal. Desde 1996 hasta 2023, fue militante activo del Partido Acción Nacional.
En el PAN, se ha desempeñado como secretario de formación ciudadana, secretario de formación y capacitación, coordinador de campaña, consejero estatal y nacional, así como Presidente de su partido en Colima.
Se ha desempeñado también como diputado local en el Congreso de Colima en dos ocasiones y Diputado federal en la LIX Legislatura en la que se desempeñó como Integrante de las comisiones de Puntos Constitucionales, Vigilancia de la ASF, y del Comité del Centro de Estudios de Derecho e Investigaciones Parlamentarias. También se desempeñó como Secretario de la Comisión de Reglamentos y Prácticas Parlamentarias.

### Como senador
En las Elecciones federales de México de 2012, Preciado quedó como senador de Primera minoría al obtener su fórmula el 34.65% de los votos, abajo del 46.72% que obtuvo el PRI.
Como integrante de la LXII Legislatura, se ha desempeñado como integrante de las Comisiones de Comunicaciones y Transporte, Desarrollo Rural, y la Segunda Comisión de Trabajo, en el tema de Relaciones exteriores, Defensa nacional y Educación pública; también, secretario de las Comisiones de Asuntos migratorios y Radio, televisión y cinematografía; así como Presidente de las Comisiones de Reglamentos y Prácticas Parlamentarias, Asuntos migratorios, de la Primera Comisión de Trabajo, en el tema de Gobernación, Puntos Constitucionales y Justicia. También ha formado parte del Comité Directivo del Instituto Belisario Domínguez.
El 21 de mayo de 2013, Gustavo Madero, Presidente del Partido Acción Nacional lo nombró Presidente del Grupo Parlamentario del PAN en el Senado.

### Candidato a la Gubernatura de Colima
El 11 de febrero de 2015, Preciado anunció que pediría su licencia al día siguiente para postularse como precandidato de su partido para Gobernador de Colima para competir en las elecciones de 2015. El senador Fernando Herrera Ávila entraría como nuevo coordinador de los senadores del PAN. Preciado Rodríguez ha sido el candidato del PAN que más cerca ha estado de ganar la gubernatura de Colima perdiendo ante el priista Ignacio Peralta por 511 votos. El resultado fue impugnado ante  el Tribunal Electoral del Poder Judicial de la Federación.  
La elección fue anulada en una controvertida decisión al interior del Tribunal Electoral. Por 4 votos contra dos, se anula, pero -al mismo tiempo- se da vista a la FEPADE para que investigue la presunta falsificación de documentos hecha por el Partido Acción Nacional.